# Jacques Van Aertselaer

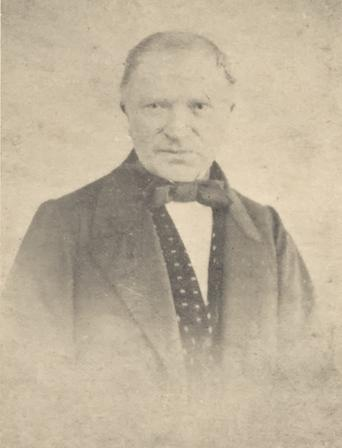
Jacques Van Aertselaer

Jacques Van Aertselaer (Lier, 13 juli 1805 - Hoogstraten, 15 augustus 1868) was een bijzonder onderwijzer in Hoogstraten in de 19e eeuw.

## Loopbaan
Jacques Vincent Feraire Van Aertselaer was werkzaam als schoolonderwijzer. Tussen april 1827 en december 1828 vervulde hij deze rol in het Bedelaarshuis te Hoogstraten. Hij had er 20 à 30 leerlingen en nam het stokje over van Conrardus Pothast, die afkomstig was uit Bemmel in Gelderland en van 1822 tot 1827 les gaf in dezelfde instelling voordat hij onderwijzer werd in Kontich.  Het Bedelaarsgesticht was een instelling op het kasteel onder leiding van een Fransman, Jean Louis Bausart, geboren in de buurt van Rouen. Na bekomen goedkeuring van de minister van Binnenlandse Zaken, bij besluit van 10 september 1828, trad Jacques op 19 december 1828 in functie als onderwijzer in Hoogstraten. In 1832 hadden 163 gemeenten geen eigen school of onderwijzer. Het leerlingenaantal van meester Van Aertselaer klom van 80 leerlingen naar 300 zodat alle jongeren in Hoogstraten de kans hadden om te leren lezen en schrijven. Wellicht daarom dat zijn school verhuisde naar de oude gebouwen van de Latijnse school op het kerkhof. Hij had zoveel leerlingen dat hij de oudste studenten als hulponderwijzer gebruikte, zoals onder andere Lodewijk de Koninck. Hij gaf les aan jongeren die later zelf aanzien verworven zoals Maximilien Bausart, Gustaaf Segers, Karel Boom en niet te vergeten zijn eigen zoon Jeroom Van Aertselaer. Buiten een basiswedde van het dorp Hoogstraten, mocht hij ook een bijdrage van de leerlingen vragen. Terwijl veel onderwijzers een jaarwedde van om en bij de 200 fr. hadden, werd zijn jaarwedde in 1844 door het hoge leerlingenaantal geschat op 1862 fr.
Hij stierf in 1868 en werd postuum geëerd door de Hoogstraatse bevolking. Op zijn grafschrift stond: Ter nagedachtenis van Jacob Van Aertselaer, gemeente-onderwijzer te Hoogstraten gedurende 40 jaren, overleden den 15 augusti 1868. Opgericht door zijn dankbare leerlingen.